# أباظة سياوش باشا
الصدر الأعظم الداماد سياوش باشا أباظة الكوبريلي (بالتركية: Köprülü Damadı Abaza Siyavuş Paşa)‏ هو أحد الصدور العظام في الدولة العثمانية من أصل أبخازي (أباظة). صاهر آل كوبريللي عبر زواجه من ابنة الصدر الأعظم محمد باشا الكوبريللي. شارك في الحملة على جزيرة كريت تحت قيادة فاضل أحمد باشا. وعمل بمعية الصدر الأعظم قره مصطفى باشا عام 1678م وتم تعيينه أغا (رئيس) على فوج سلحدار سباهية القابي قولو في عام 1681م. وأصبح واليًا لديار بكر ثم واليًا على البوسنة ثم على حلب. وفي 27 ذي القعدة 1098هـ /1681م تولى منصب الصدارة العظمى من سلفه سليمان باشا الأشقر بتأييد من الجيش العثماني وذلك بسبب توالي هزائم سليمان باشا الأشقر العسكرية أمام البنادقة.
اتفق أباظة سياوش باشا مع شقيق زوجته فاضل مصطفى باشا الكوبريللي على خلع السلطان محمد الرابع وأجبروه على التنازل عن السلطنة لأخيه السلطان سليمان الثاني في عام 1099هـ /1688م. لم يلبث سياوش باشا أن اغتيل من قبل جنود الإنكشارية في الجيش العثماني في إسطنبول بتاريخ 21 ربيع الآخر 1099هـ /1688م.